# Araraus
Os Araraus são um grupo indígena brasileiro que teria habitado as margens do rio Jatapu, no estado do Pará.